# Власов, Юрий Георгиевич
Юрий Георгиевич Власов (26 июня 1934, Москва, РСФСР — 17 октября 2016, Россия) — советский и российский химик, доктор химических наук, почётный профессор СПбГУ, заслуженный деятель науки Российской Федерации, изобретатель СССР. Действительный член РАЕН (1995) и Нью-йоркской академии наук (1995). Автор и соавтор около 400 научных статей, нескольких глав монографий. Имеет 20 авторских свидетельств и 2 патента США.

## Биография
Юрий Георгиевич Власов родился 26 июня 1934 года в Москве. В детские годы переехал в Ленинград, с которым будет связана его жизнь и деятельность. Во время Великой Отечественной войны был эвакуирован в Красноярск, позднее вернулся в Ленинград. В 1952 году окончил школу с золотой медалью.
В 1957 году окончил химический факультет Ленинградского государственного университета. С 1959 по 2016 год (с перерывами на работу в США, Англию и Бирму) работал в ЛГУ (позднее — СПбГУ) на разных должностях, начиная с должности старшего лаборанта.
В 1966—1967 годах и в 1977—1978 годах работал в США. В 1970 году преподавал в Англии. С 1972 по 1990 год являлся директором НИИ химии ЛГУ.
С 1988 года являлся заведующим кафедрой радиохимии и лабораторией химических сенсоров СПбГУ. В 1993 году преподавал в Бирме.
Скончался 17 октября 2016 года.

## Научная деятельность
В студенческие годы начал работать на кафедре радиохимии в лаборатории профессора А. П. Ратнера. В 1957 году защитил дипломную работу по термодинамике твёрдых растворов щелочно-галоидных кристаллов. В работе он использовался закон Хлопина по распределению радиоактивных изотопов между жидкой и твёрдой фазами. В 1964 году защитил кандидатскую диссертации, в которой развил и расширил тему дипломной работы. В 1986 году защитил докторскую диссертацию, которая была посвящена химическим сенсорам. Данная тема стала областью научных интересов и основным направлением дальнейшей его научно-исследовательской деятельности.
Юрий Власов создал научную школу. Благодаря школе развитие получило актуальное научное направление — создание и изучение различных твердотельных химических сенсоров для анализа жидких сред на основе фундаментальных исследований в области химии твёрдого тела с применением различных радиохимических, ядерно-физических и электрохимических методов. Также им была создана лаборатория химических сенсоров, которая работает над созданием, исследованием и применением химических сенсоров.

## Награды и звания
- Академик РАЕН (1995).
- Академик Нью-йоркской академии наук (1995).
- Первая премия СПбГУ (1999) — за цикл научных трудов.
- Соросовский профессор (1994[4], 1999, 2001. 2003).
- Премии международной компании «Наука/Интерпериодика» (2000).
- Заслуженный деятель науки Российской Федерации (2000)[6].
- медаль ордена «За заслуги перед Отечеством» II степени.
- Почётный работник высшего профессионального образования РФ (2008).

## Научные труды
- Термодинамика твёрдых растворов CsCl-RbCl // Доклады АН СССР. 1958. Т. 120. № 1 (в соавторстве).
- A Simple Technique for Silicon Nitride Growth // Journal of Electrochemical Society. 1978. Vol. 125. N 11 (в соавторстве).
- Ионоселективные полевые транзисторы (ИСПТ) — новый вид электродов для химического анализа и биомедицинских исследований // Журнал прикладной химии. 1979. Т. 52. № 1.
- Ion-selective Field Eﬀect Transistors: Diﬀerent Types and Problems // Ion—selective electrodes’4 / Ed. E. Pungor. Acad. Kiado. Budapest, 1985.
- Ion—selective chalcogenide glass electrodes // Ion— selective electrode Review. 1987. Vol. 9 (в соавторстве).
- New solid—state ion—selective electrodes.—Sen-sors for chemical analysis // Fresenius Zeitschrift fur Analitische Chemie. 1989. Vol. 335. N 1.
- Твердотельные сенсоры в химическом анализе // Журнал аналитической химии. 1990. Т. 45. № 7.
- Membrane-oxide Semiconductor Field—eﬀect Transistor (MOSFET) Sensors // Mikrochimica Acta. 1991. Vol. 11.
- Analytical application of pH—ISFETs // Sensors & Actuators. 1992. Vol. B10. N 1 (в соавторстве).
- Chalcogenide Glass Chemical Sensors: Research and Analytical Application // Talanta. 1994. Vol. 41. N 6 (в соавторстве).
- Применение радиоактивных изотопов в диффузионных исследованиях твёрдых стеклообразных материалов // Радиохимия. 1995. Т. 37. № 3 (в соавторстве).
- Диффузия в медьсодержащих халькогенидных стёклах по данным 64Cu радиоизотопных измерений и 129I мессбауэровской спектроскопии // Радиохимия. 1996. Т. 38. № 4 (в соавторстве).
- Химический анализ многокомпонентных водных растворов с применением системы неселективных сенсоров и искусственных нейронных сетей // Журнал аналитической химии. 1997. Т. 52. № 11 (в соавторстве).
- Non-selective Chemical Sensors in Analytical Chemistry: from ‘Electronic Nose’ to ‘Electronic tongue’ // Fresenius Journal of Analitical Chemistry. 1998. Vol. 361 (в соавторстве).
- Electronic Tongue — New Analytical Tool for Liquid Analysis on the Basis of Non-speciﬁc Sensors and Methods of Pattern Recognition // Sensors & Actuators. 2000. Vol. 65. N 1-3 (в соавторстве).
- Electronic Tongues: Sensors, Systems, Applications // Sensor Update / Eds. G. K. Fedder, J. G. Korvink, WILEY-VCH Verlag GmbH. Vol. 10. Weinheim, 2002 (в соавторстве).
- Electronic Tongues: New Analytical Perspective for Chemical Sensors // Comprehensive Analytical Chemistry. Vol. XXXIX / Ed. by S. Alegret. Elsevier, 2003 (в соавторстве).
- Ion Conductivity and Sensors // Industrial applications of chalcogenide semiconductor glass / Eds.
- R. Fairman, B. Ushkov. Elsevier, 2004. Ch. 3 (в соавторстве).
- Мультисенсорные системы (электронный язык) — новые возможности создания и применение химических сенсоров // Успехи химии. 2006. Т. 75. Вып. 2 (в соавторстве).
- Молекулы красителей в качестве наноразмерного сенсора для низкотемпературных топливных элементов // Журнал прикладной химии. 2008. Т. 81. Вып. 2 (в соавторстве).